# Seth MacFarlane's Cavalcade of Cartoon Comedy
Seth MacFarlane's Cavalcade of Cartoon Comedy è una webserie d'animazione creata da Seth MacFarlane, creatore anche de I Griffin.

## Produzione
La serie, che consiste in vari corti d'animazione estranei gli uni dagli altri, è stata trasmessa su YouTube. La serie è stata sponsorizzata da Burger King, infatti i corti appaiono nel loro canale ufficiale di YouTube, la serie è ora sponsorizzata da priceline.com. Sono stati prodotti 50 episodi in tutto.
Sethcomedy, il canale di Seth MacFarlane, è diventato il canale più visto della settimana con oltre 3 milioni di visualizzazioni dopo l'uscita del primo episodio. 